# Parque (Metro de Lisboa)
Parque es una estación del Metro de Lisboa. Se sitúa en el municipio de Lisboa, entre las estaciones de São Sebastião y Marquês de Pombal de la Línea Azul. Es una de las once estaciones pertenecientes a la red original del metro de Lisboa, inaugurada el 29 de diciembre de 1959.
Esta estación se localiza en la Av. António Augusto de Aguiar, junto al cruce con la Rua Eugénio dos Santos. Sirve a la zona del Parque Eduardo VII (de ahí su nombre) y posibilita el acceso al Pavilhão Carlos Lopes. El proyecto arquitectónico original (1959) es de la autoría del arquitecto Francisco Keil do Amaral y las intervenciones plásticas de la pintora Maria Keil. En 1994, la estación fue completamente remodelada de acuerdo con un proyecto arquitectónico de la autoría del arquitecto Jorge Sanchez y las intervenciones plásticas de las pintoras Françoise Schein y Federica Matta. Además de la prolongación de los andenes de embarque, la estación se renovó por completo, pasando a ilustrar la temática de los Derechos Humanos. Entre los trabajos realizados se encuentra un monumento conmemorativo a Aristides de Sousa Mendes, de la autoría del escultor João Cutileiro, instalado en el atrio de entrada de la estación en 1995.